# Cholestérol 7-alpha hydroxylase
Le cholestérol 7-alpha hydroxylase, appelé aussi cholesterol 7-alpha-monooxygenase ou cytochrome P450 7A1 est une enzyme intervenant dans le métabolisme du cholestérol. Son gène est le CYP7A1 situé le chromosome 8 humain.

## Rôles
Il catalyse la transformation du cholestérol en acides biliaires.

## En médecine
Certains variants du gènes sont associés avec une augmentation du taux sanguin de LDL cholestérol. Toutefois l'inactivation du gène ne semble pas perturber ce dernier, du moins sur un modèle animal. Chez l'être humain, par contre, une déficience de l'enzyme entraîne une hypercholestérolémie, avec un risque plus important de faire un infarctus du myocarde ou une lithiase biliaire.